# Parco nazionale dell'Appennino Lucano Val d'Agri Lagonegrese
Il parco nazionale dell'Appennino Lucano Val d'Agri Lagonegrese è un parco nazionale situato in Basilicata ed istituito nel 2007 ed è, in ordine cronologico, il terzultimo parco nazionale italiano ad essere stato istituito.

## Storia
L'iter che ha portato alla costituzione del parco ha avuto una durata più che decennale.
L'istituzione del parco della Val d'Agri era stata prevista già a partire dalla legge quadro n. 394/1991 e successivamente ribadita dalla legge n. 426 del 1998, secondo la quale, nell'articolo 2, comma 5, si sarebbe dovuto attuare un provvedimento istitutivo del parco che fu poi emanato nel 2006. Il DPR del 25 luglio 2006, tuttavia, non ottenne il parere favorevole dalla conferenza unificata, sicché, di fatto, un altro provvedimento fu necessario, ossia il DPR dell'8 dicembre 2007. Il forte ritardo, rispetto al periodo dei primi anni novanta in cui fu ideato il progetto e che ancora si registra nell'istituzione degli organi di rappresentanza, è da imputare alle forti pressioni di alcune multinazionali petrolifere, ma anche dell'Eolico, cosa che sta attualmente condizionando negativamente molte altre aree di grande interesse naturalistico e che andrebbero protette .

## Territorio
Il parco ha un'estensione di 68 996 ettari lungo l'Appennino lucano, comprende 29 comuni della Basilicata e 9 comunità montane. 
Il territorio del parco si suddivide in tre zone, secondo quanto indicato dall'art. 1, allegato A del D.P.R. 8-12-2007:
- zona 1: di elevato interesse naturalistico e paesaggistico con inesistente o limitato grado di antropizzazione;
- zona 2: di rilevante interesse naturalistico, paesaggistico e culturale con limitato grado di antropizzazione;
- zona 3: di rilevante valore paesaggistico, storico e culturale con elevato grado di antropizzazione.

### Comuni
Abriola, Anzi, Armento, Brienza, Calvello, Carbone, Castelsaraceno, Gallicchio, Grumento Nova, Lagonegro, Laurenzana, Lauria, Marsico Nuovo, Marsicovetere, Moliterno, Montemurro, Nemoli, Paterno, Pignola, Rivello, San Chirico Raparo, San Martino d'Agri, Sarconi, Sasso di Castalda, Satriano di Lucania, Spinoso, Tito, Tramutola, Viggiano.
Il suo perimetro si staglia su una larga parte dell'Appennino Lucano, lungo un articolato confine che dalle vette dei monti Volturino e Pierfaone si estende fino al massiccio del Sirino, che comprende alcune delle maggiori cime dell'Appennino meridionale. Tra questi due complessi, imponenti e frastagliati, si aprono a ventaglio le cime più dolci del massiccio della Maddalena, una catena montuosa, dal profilo dolce e meno elevato, che racchiude l'alta valle del fiume Agri. La sua posizione geografica ne fa un perfetto corridoio ambientale tra le due grandi riserve naturali del parco nazionale del Pollino e del parco nazionale del Cilento e Vallo di Diano, al centro del sistema regionale delle aree protette.

## Ambiente

### Flora
Il territorio è ricco di boschi. Dal punto di vista vegetazionale e floristico, la fascia altitudinale inferiore presenta il querceto sempreverde e le boscaglie termofile con roverella, carpino bianco, frassino, orniello. Nelle fasce superiori sono diffusi i cerri e le faggete miste con agrifoglio, acero di Lobelio o abete bianco. Da sottolineare la residua abetina di Laurenzana.

### Fauna
Tra i vari animali presenti vanno segnalati in particolare il lupo,il cervo,il capriolo italico il cinghiale e la lontra lungo il fiume Agri

## Turismo
il parco nazionale dell’Appennino lucano, Val d’Agri Lagonegrese ha ottenuto il riconoscimento della Carta europea per il turismo sostenibile.